# Crenshaw (stacja metra)
Crenshaw – nadziemna stacja zielonej linii metra w Los Angeles. Stacja zlokalizowana jest nad Crenshaw Boulevard w środkowej części Centrury Freeway w miejscowości Hawthorne. Na początku ta stacja nosiła nazwę Crenshaw/I-105 i ta nazwa może być jeszcze wciąż stosowana w niektórych miejscach. W dolnej części stacji kafelki na ścianach zostały zebrane i przymocowane przez Buzza Spectora.

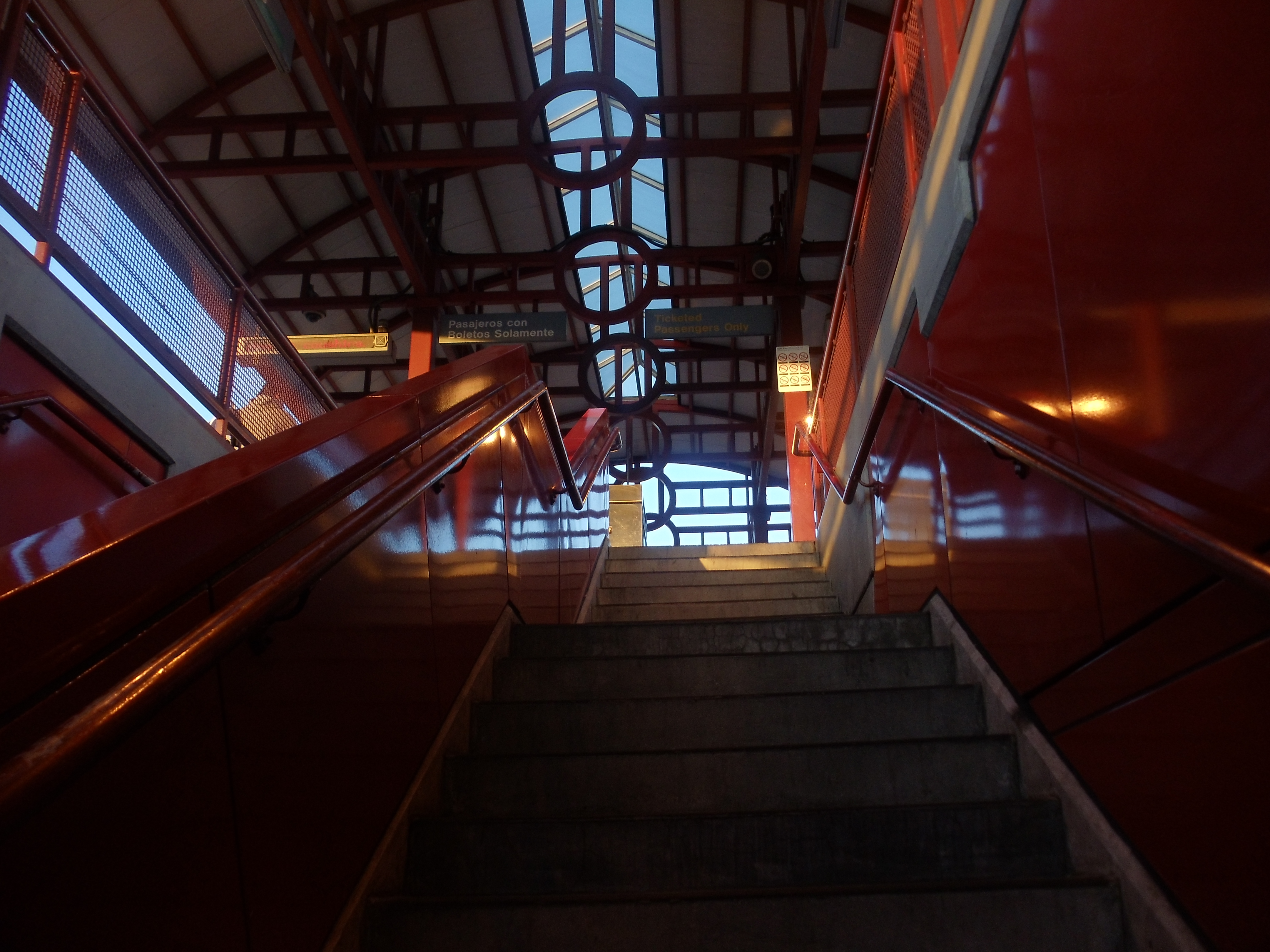
Schody prowadzące na stację metra Crenshaw.

## Godziny kursowania
Tramwaje zielonej linii kursują codziennie od około godziny 5:00 do 0:45

## Połączenia autobusowe
- Metro Local: 207, 210
- Metro Rapid: 710, 740